# Дарюшшафака (баскетбольный клуб)
«Дарюшшафака» (тур. Darüşşafaka Spor Kulübü) — турецкий баскетбольный клуб, базирующийся в Стамбуле, Турция. Клуб играет в Турецкой баскетбольной лиге. Домашней ареной является «Дарюшшафака Айхан Шахенк», но домашние матчи Евролиги проводятся в «Фольксваген-Арена».

## История
Первые успехи пришли в 60-х годах, тогда команда смогла выиграть два чемпионата Турции, так же удалось дойти до четвертьфинала Кубка чемпионов ФИБА в сезоне 1961/1962.
С 1993 по 2010 год «Дарюшшафака» принимала участие в высшем дивизионе баскетбольных лиг Турции — Турецкой Баскетбольной Лиге. В сезонах 2000/2001 и 2001/2002 команда занимала третье место по итогам регулярного сезона. В сезоне 2009/2010 клуб занял последнее место и выбыл во вторую турецкую лигу.
В высший дивизион «Дарюшшафака» вернулась в 2014 году. Новый спонсор — Догуш Холдинг — сделал крупные вложения в клуб и поставил перед командой амбициозные цели. Были подписаны несколько игроков высокого уровня, в их числе — Реналдас Сейбутис и Джеймос Гордон. В первый же сезон «Дарюшшафака» заняла третье место в регулярном сезоне, но в четвертьфинале плей-офф проиграла «Трабзонспору».
На следующий сезон «Дарюшшафака» получила уайлд-кард Евролиги 2015/2016 после предоставления спонсором команды финансовых гарантий. Клубу удалось пройти в топ-16 этого турнира.
В сезоне 2016/2017 «Дарюшшафака» снова получила уайлд-кард Евролиги, несмотря на уменьшение количества участников.

## Сезоны
| Сезон     | Лига | М | Плей-офф   | Кубок      | Европа   | Европа     | Главный тренер |
| --------- | ---- | - | ---------- | ---------- | -------- | ---------- | -------------- |
| 2014/2015 | ТБЛ  | 3 | 1/4 финала | 1/2 финала | -        | -          | Октей Махмути  |
| 2015/2016 | ТБЛ  | 4 | 1/2 финала | Финалист   | Евролига | Топ-16     | Октей Махмути  |
| 2016/2017 | ТБЛ  |   |            | 1/4 финала | Евролига | 1/4 финала | Дэвид Блатт    |

## Титулы
Еврокубок
- Обладатель: 2017/2018

Чемпионат Турции
- Чемпион (2): 1961, 1962
- Серебряный призёр: 1960

Кубок Турции
- Серебряный призёр (3): 2002, 2016, 2020

Второй дивизион чемпионата Турции
- Чемпион: 2014

Баскетбольная лига Стамбула
- Чемпион: 1960
- Бронзовый призёр (3): 1961, 1962, 1963